# Анна фон Изенбург-Бюдинген-Келстербах
Анна фон Изенбург-Бюдинген-Келстербах (на немски: Anna von Isenburg-Büdingen-Kelsterbach; * ок. 1498/1500; † между 31 октомври 1551 и ноември 1557) е графиня от Изенбург-Бюдинген-Келстербах и чрез женитба графиня на Залм и вилд–и Рейнграфиня в Кирбург (при град Кирн).

## Произход
Тя е голямата дъщеря на граф Филип фон Изенбург-Бюдинген-Ронебург-Келстербах (1467 – 1526) и съпругата му графиня Амалия фон Ринек (1478 – 1543), най-малката дъщеря на граф Филип II фон Ринек († 1497) и втората му съпруга Анна фон Вертхайм († 1497).
Анна фон Изенбург-Бюдинген-Келстербах е погребана в Бюдинген.

## Фамилия
Анна фон Изенбург-Бюдинген-Келстербах се омъжва на 9 януари 1515 г. за вилд–и Рейнграф Йохан VII фон Залм-Кирбург (* 1493; † 11 декември 1531), син на вилд–и Рейнграф Йохан VI фон Даун-Кирбург († 1499) и графиня Йохана фон Мьорс-Саарверден († 1513). Те имат 8 деца:
- Йохан VIII (1522 – 1548), вилд-и Рейнграф в Кирбург-Мьорхинген (1531 – 1548), женен на 14 януари 1540 г. във Валденбург за графиня Анна фон Хоенлое-Валденбург (1520/1524 – 1594)
- Томас (1529 – 1553), вилд–и Рейнграф в Кирбург-Пютлинген, Димеринген-Вилденбург, женен 1548/49 г. за графиня Юлиана фон Ханау-Мюнценберг (1529 – 1595)
- Урсула (1515 – 1601), омъжена I. на 28 юни 1537 г. за граф Рупрехт фон Пфалц-Велденц (1506 – 1544), II. 1546 г. за граф Йохан фон Даун-Фалкенщайн († 1579)
- Елизабет (ок. 1517 – 1584)
- Йохана (1518 – 1595), омъжена 1539 г. за фрайхер Георг I фон Флекенщайн-Дагщул († 1553)
- Анна, омъжена 1547 г. за граф Христоф Лудвиг фон Тенген-Неленбург († сл. 1552)
- Аделхайд († 1580), омъжена 1543 г. за Карл I Шенк фон Лимпург (1498 – 1558)
- Антония († 1589), омъжена на 15 юни 1545 г. за фрайхер Вирих фон Крихинген († 1587)